# Benjamin Pagès
Benjamin Pagès (* 18. September 1986) ist ein französischer Fußballschiedsrichterassistent.
Pagès ist seit der Saison 2015/16 Schiedsrichterassistent in der Ligue 2, seit der Saison 2016/17 in der Ligue 1.
Seit 2018 steht er als Schiedsrichterassistent auf der FIFA-Liste.
Am 26. Mai 2021 war Pagès VAR-Assistent im Finale der Europa League 2020/21 zwischen dem FC Villarreal und Manchester United (1:1 n. V., 11:10 i. E.) im Schiedsrichter-Team um Clément Turpin.
Bei der paneuropäischen Europameisterschaft 2021 wurde Pagès als Videoschiedsrichter eingesetzt.